# Patricia Mayr

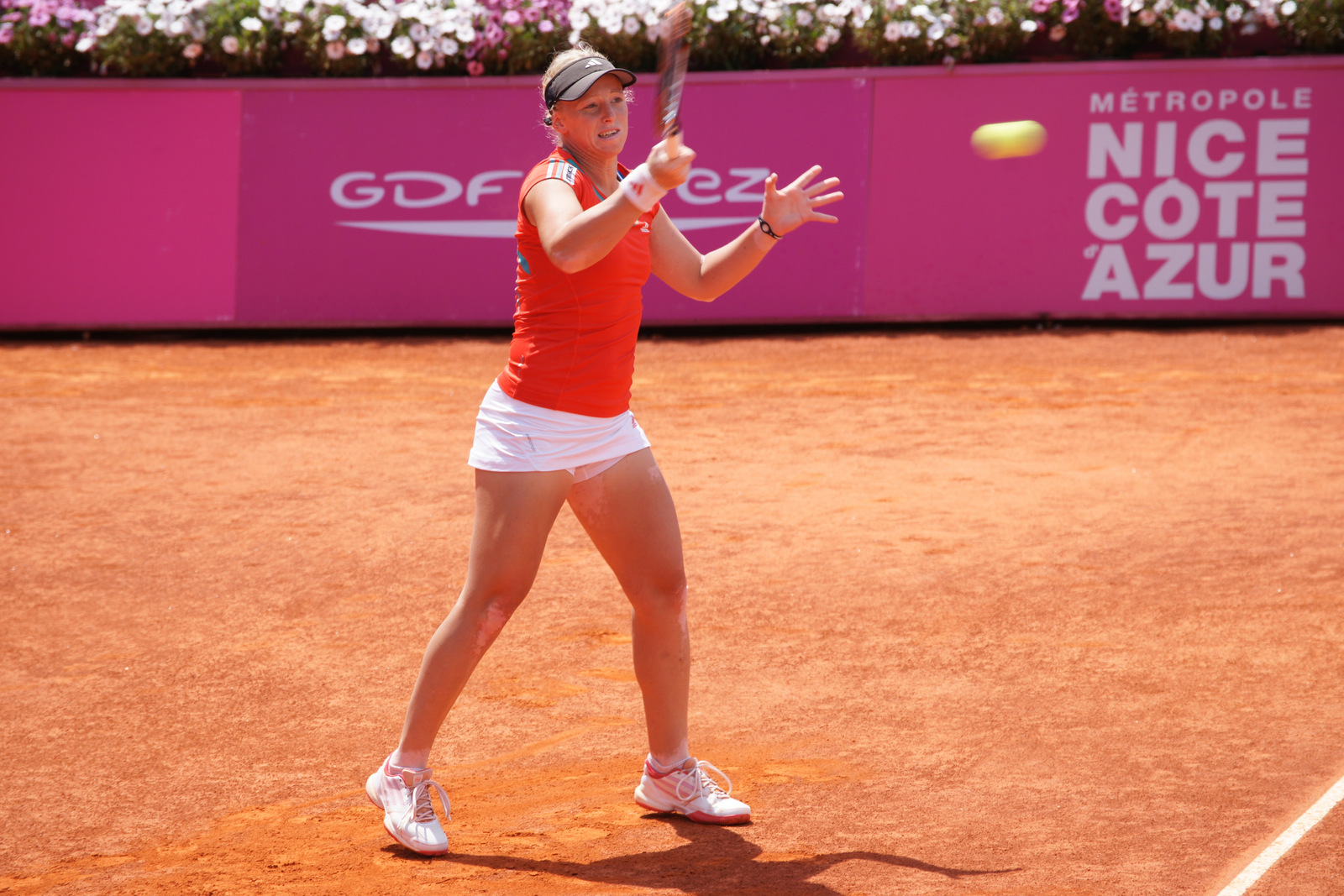
Patricia Mayr à l'Open GDF Suez de Cagnes-sur-Mer Alpes-Maritimes 2012.

Patricia Mayr, née le 8 novembre 1986 à Rum, est une joueuse de tennis autrichienne, professionnelle. Elle est aussi connue sous son nom d'épouse, Patricia Mayr-Achleitner, à la suite de son mariage le 4 décembre 2010.
En juillet 2011, elle atteint à vingt-quatre ans sa première finale d'un tournoi WTA à Bad Gastein, où elle s'incline contre l'Espagnole María José Martínez Sánchez.

## Palmarès

### Titre en simple dames
Aucun

### Finale en simple dames
| No | Date       | Nom et lieu du tournoi                 | Catégorie | Dotation  | Surface      | Vainqueure          | Score    |          |
| -- | ---------- | -------------------------------------- | --------- | --------- | ------------ | ------------------- | -------- | -------- |
| 1  | 11-07-2011 | Nürnberger Gastein Ladies, Bad Gastein | Intern'l  | 220 000 $ | Terre (ext.) | María José Martínez | 6-0, 7-5 | Parcours |

### Titre en double dames
Aucun

### Finale en double dames
| No | Date       | Nom et lieu du tournoi                     | Catégorie | Dotation  | Surface    | Vainqueures                         | Partenaire      | Score             |          |
| -- | ---------- | ------------------------------------------ | --------- | --------- | ---------- | ----------------------------------- | --------------- | ----------------- | -------- |
| 1  | 08-09-2014 | Prudential Hong Kong Tennis Open Hong Kong | Intern'l  | 250 000 $ | Dur (ext.) | Karolína Plíšková Kristýna Plíšková | Arina Rodionova | 6-2, 2-6, [12-10] | Parcours |

## Parcours en Grand Chelem

### En simple dames
| Année | Open d'Australie                                | Open d'Australie                                           | Internationaux de France                               | Internationaux de France                            | Wimbledon                                       | Wimbledon          | US Open                                             | US Open             |
| ----- | ----------------------------------------------- | ---------------------------------------------------------- | ------------------------------------------------------ | --------------------------------------------------- | ----------------------------------------------- | ------------------ | --------------------------------------------------- | ------------------- |
| 2009  | 2e tour (1/32)                                  | Kaia Kanepi                                                | 1er tour (1/64)                                        | Mariya Koryttseva                                   | 2e tour (1/32)                                  | Sabine Lisicki     | 1er tour (1/64)                                     | Agnieszka Radwańska |
| 2010  | 1er tour (1/64)                                 | Katie O'Brien                                              | Q1 \|\| style="text-align:left" \| Vitalia Diatchenko  | Q1 \|\| style="text-align:left" \| Eva Birnerová    | Q3 \|\| style="text-align:left" \| M.E. Camerin |                    |                                                     |                     |
| 2011  | 1er tour (1/64)                                 | Andrea Hlaváčková                                          | 1er tour (1/64)                                        | Agnieszka Radwańska                                 | 1er tour (1/64)                                 | Rebecca Marino     | 1er tour (1/64)                                     | Monica Niculescu    |
| 2012  | 1er tour (1/64)                                 | Olga Govortsova                                            | 1er tour (1/64)                                        | Jelena Janković                                     | 1er tour (1/64)                                 | Varvara Lepchenko  | Q1 \|\| style="text-align:left" \| Eléni Daniilídou |                     |
| 2013  | -                                               | -                                                          | Q1 \|\| style="text-align:left" \| Anastasia Rodionova | Q2 \|\| Forfait                                     | 2e tour (1/32)                                  | Yaroslava Shvedova |                                                     |                     |
| 2014  | 1er tour (1/64)                                 | Madison Keys                                               | 1er tour (1/64)                                        | Flavia Pennetta                                     | 1er tour (1/64)                                 | Elena Vesnina      | 1er tour (1/64)                                     | Casey Dellacqua     |
| 2015  | Q1 \|\| style="text-align:left" \| Liu Fangzhou | Q1 \|\| style="text-align:left" \| Tessah Andrianjafitrimo | Q1 \|\| style="text-align:left" \| Duan Ying-Ying      | Q1 \|\| style="text-align:left" \| Rebecca Peterson |                                                 |                    |                                                     |                     |

À droite du résultat, l’ultime adversaire.

### En double dames
| Année | Open d'Australie | Open d'Australie | Internationaux de France   | Internationaux de France | Wimbledon               | Wimbledon             | US Open                  | US Open            |
| ----- | ---------------- | ---------------- | -------------------------- | ------------------------ | ----------------------- | --------------------- | ------------------------ | ------------------ |
| 2009  | -                | -                | -                          | -                        | -                       | -                     | 2e tour (1/16) S. Vögele | A. Medina V. Ruano |
| 2012  | -                | -                | 1er tour (1/32) A. Brianti | S. Errani R. Vinci       | -                       | -                     | -                        | -                  |
| 2014  | -                | -                | -                          | -                        | 2e tour (1/16) Z. Diyas | A. Medina Y. Shvedova | -                        | -                  |

Sous le résultat, la partenaire ; à droite, l’ultime équipe adverse.

## Parcours en «Premier Mandatory» et «Premier 5»
Découlant d'une réforme du circuit WTA inaugurée en 2009, les tournois WTA « Premier Mandatory » et « Premier 5 » constituent les catégories d'épreuves les plus prestigieuses, après les quatre levées du Grand Chelem.

### En simple dames
| Année |              | Premier Mandatory | Premier Mandatory            | Premier Mandatory | Premier Mandatory |       | Premier 5 | Premier 5 | Premier 5  | Premier 5 | Premier 5 | Premier 5 | Premier 5 |
| Année | Indian Wells | Miami             | Madrid                       | Pékin             |                   | Dubaï | Rome      | Canada    | Cincinnati |           | Tokyo     |           |           |
| Année | Indian Wells | Miami             | Madrid                       | Pékin             |                   | Doha  | Rome      | Canada    | Cincinnati |           | Wuhan     |           |           |
| Année | Indian Wells | Miami             | Madrid                       | Pékin             |                   |       | Rome      | Canada    | Cincinnati |           |           |           |           |
| 2009  |              |                   | 1er tour (1/64) N. Vaidišová |                   |                   |       |           |           |            |           |           |           |           |
| 2014  |              |                   | 2e tour (1/32) S. Errani     |                   |                   |       |           |           |            |           |           |           |           |

Sous le résultat, l’ultime adversaire.

## Parcours en Fed Cup
| #                                                                  | Date       | Lieu         | Surface      | Gagnante(s)          | Perdante(s)   | Score         |          |
|                                                                    |            |              |              |                      |               |               |          |
| 2008 - 1er tour (groupe mondial II) - Argentine - Autriche - 4 : 1 |            |              |              |                      |               |               |          |
| 1                                                                  | 02/02/2008 | Buenos Aires | Terre (ext.) | María Emilia Salerni | Patricia Mayr | 7-5, 3-6, 6-2 | Parcours |

## Classements WTA en fin de saison

### En simple
| Année | 2003 | 2004 | 2005 | 2006 | 2007 | 2008 | 2009 | 2010 | 2011 | 2012 | 2013 | 2014 | 2015 |
| Rang  | 973  | -    | 643  | 474  | 343  | 123  | 86   | 99   | 99   | 164  | 99   | 107  | 442  |

Source : (en) « Classements de Patricia Mayr », sur le site officiel du WTA Tour

### En double
| Année | 2003 | 2004 | 2005 | 2006 | 2007 | 2008 | 2009 | 2010 | 2011 | 2012 | 2013 | 2014 | 2015 |
| Rang  | 788  | -    | -    | 596  | 318  | 232  | 200  | -    | 988  | 523  | -    | 126  | 922  |

Source : (en) « Classements de Patricia Mayr », sur le site officiel du WTA Tour